# Алёшин, Александр Васильевич
Александр Васильевич Алёшин — советский хозяйственный, государственный и политический деятель, Герой Социалистического Труда.

## Биография
Родился в 1918 году в деревне Дурасовка. Член КПСС .
С 1938 года — на хозяйственной, общественной и политической работе. В 1938—1978 гг. — шофёр грузового автомобиля в Ивантеевке, красноармеец, участник Великой Отечественной войны, механик-водитель танка Т-34 424-го танкового батальона 56-й гвардейской танковой бригады, шофёр Ивантеевского грузового автотранспортного предприятия Министерства автомобильного транспорта РСФСР.
Указом Президиума Верховного Совета СССР от 4 мая 1971 года за выдающиеся успехи в выполнении пятилетнего плана по перевозке народнохозяйственных грузов присвоено звание Героя Социалистического Труда с вручением ордена Ленина и золотой медали «Серп и Молот».
Делегат XXII съезда КПСС.
Почётный гражданин города Ивантеевки.
Умер в Ивантеевке в 2001 году.